# Solanum swartzianum
Solanum swartzianum là loài thực vật có hoa trong họ Cà. Loài này được Roem. & Schult. miêu tả khoa học đầu tiên năm 1819.